# Нгура (Чад)
Нгура (фр. Ngoura) — город в Чаде, расположенный на территории региона Хаджер-Ламис.

## Географическое положение
Город находится в западной части Чада, к востоку от озера Чад, на высоте 303 метров над уровнем моря.
Населённый пункт расположен на расстоянии приблизительно 164 километров к северо-востоку от столицы страны Нджамены.

## Климат
Климат города характеризуется как аридный жаркий (BWh в классификации климатов Кёппена). Среднегодовая температура воздуха составляет 29,6 °C. Средняя температура самого холодного месяца (января) составляет 24,6 °С, самого жаркого месяца (мая) — 34,1 °С. Расчётная многолетняя норма осадков — 400 мм. В течение года количество осадков распределено неравномерно, основная их масса выпадает в период с мая по октябрь. Наибольшее количество осадков выпадает в августе (157 мм).

## Транспорт
Ближайший аэропорт расположен в городе Муссоро.